# 上沼八郎
上沼 八郎（かみぬま はちろう、1927年11月20日 - ）は、日本の教育学者。筆名・伊那竜平。

## 来歴
長野県下伊那郡市田村（現高森町）生まれ。旧制飯田中学（長野県飯田高等学校）を経て、名古屋大学教育学部卒、1956年同大学院教育学研究科博士課程満期退学、1965年「信州教育史の研究 地方教育史研究序説」で名古屋大学より教育学博士の学位を取得。名大助手、沖縄国際大学助教授、信州大学助教授、東京女子体育大学講師、実践女子大学助教授、奈良教育大学教授、1990年高千穂商科大学教授。1998年定年退任。上沼真平の叔父にあたる。

## 著書
- 『伊沢修二』吉川弘文館 人物叢書 1962
- 『戦後沖縄教育小史 教育民立法成立の過程』南方同胞援護会 1962
- 『信州教育史の研究 地方教育史研究序説』信濃教育会出版部 1964
- 『沖縄教育論 祖国復帰と教育問題』南方同胞援護会 1966
- 『近代日本女子体育史序説』不昧堂書店 1968
- 『体育スポーツの一世紀 近代日本体育スポーツ史』学苑書房 1974

### 共編著
- 『世界教育史大系 2 日本教育史 2』共著 講談社 1975
- 『人物近代教育小史』編著 協同出版 教職課程新書 1981
- 『福沢諭吉教育論集 世界教育学選集』編 明治図書出版 1981
- 『ポイント教育学　教育史』柴田義松共編 学文社 1988
- 『明治・大正教師論文献集成 別巻 近代的教師像の形成と「教師論」の展開 明治・大正期を中心として』ゆまに書房 1991
- 『昭和前期「教師論」文献集成 別巻 近代的教師像の形成と「教師論」の展開 昭和前期「教師論」文献集成解題』ゆまに書房 1993
- 『新修森有禮全集』全5巻 別巻 大久保利謙監修 犬塚孝明共編 文泉堂書店 1997－2005

## 参考
- 『伊沢修二』著者紹介
- 『現代日本人名録』2002年